# Tecate
Tecate é um município do México, localizado no estado da Baja California. o município possui 72 860 habitantes.. A sede do município é a cidade de mesmo nome.
Faz divisa ao sul com o município de Ensenada, ao leste com o município de Mexicali e ao oeste com o município de Tijuana, suas três divisas são com municípios do estado da Baja California, ao norte tem fronteira com os Estados Unidos da América. A superfície do município é de aproximadamente 3,079.1 km².

## Origem do nome
Se desconhece a origem do nome, mas existem algumas teorias, todas elas sem comprovação. Uma versão não fundamentada diz que o nome é de origem nativa e signica "piedra cortada (pedra cortada) ou árbol cortado (árvore cortada)" também podem vir da tecata, que é a capa externa do encino, planta medicinal típica da região.

## Religião
| Grupo religioso                         | Número total de adeptos | Percentagem(%) |
| --------------------------------------- | ----------------------- | -------------- |
| Católicos                               | 65.515                  | 64,8%          |
| Protestantes                            | 17.531                  | 17,3%          |
| - Protestantes históricos ou reformados | 550                     | 0,5%           |
| - Pentecostais                          | 933                     | 0,9%           |
| - Não Pentecostais                      | 16.048                  | 15,9%          |
| Outros cristãos                         | 3.505                   | 3,5%           |
| Judeus                                  | 19                      | 0,02%          |
| Outras religiões minoritárias           | 48                      | 0,05%          |
| Sem religião                            | 11.451                  | 11,3%          |
| Não especificada                        | 3.010                   | 3,0%           |
| Total                                   | 101.079                 | 100%           |

## História
- Em 1833 o colono Juan Bandini recebeu o rancho chamado Tecate em concessão.
- Em 1861, pelo decreto do Presidente Benito Juárez se cria a colônia agrícola Tecate.
- Em 2 de abril de 1888 se funda a população.
- Em 1892 se elaborou o primeiro mapa da colônia agrícola e se levanta o primeiro censo da população.
- Em 1914 chega a primeira ferrovia a cidade e Tecate fica como estação intermediaria entre San Diego e Arizona.
- Em 1923 fica com a posição de delegação de governo.
- Em 1929 se funda a empresa Compañía Manufacturera de Malta, S.A. para abastecer as cervejarias que se estabeleceram na região Tecate-Tijuana-Ensenada como consequência da Lei Seca que entrou em vigor nos Estados Unidos da América.
- Em 1943 se estabelece a Cervecería Tecate, S.A. que com o tempo seria o pilar do desenvolvimento da região e poderia colocar finalmente a cidade no mapa. Uma das cervejas de maior venda no México e nos Estados Unidos da América é elaborada na cervejaria e leva o nome de "Tecate".
- Em 1954 se forma o município de Tecate.

## Economia
A atividade principal é a indústria tanto de cervejas (sendo a cerveja tecate uma das mais importantes da região) como maquiladora, como actividades secundárias se contam a agricultura, a o comércio e outras actividades.

## Educação
A cidade conta com variados centros de ensino, a Universidade Autónoma da Baja California tem um campus em Tecate. Por sua proximidade com Tijuana e San Diego (California) nos Estados Unidos da América não se há estabelecido mais centros educativos. O índice de analfabetismo é quase inexistente.

## Governo
Localidades
O município é formado por 464 localidades, sendo a Cidade de Tecate a cabeceira do município com 52,394 habitantes, outras localidades importantes são:
- Ejido Nueva Colonia Hindú, 3,251 hab.
- Colonia Luis Echeverría, 2,588 hab.
- Valle de las Palmas, 1,926 hab.
- La Rumorosa.
- Jacume.
- El Testeraso.

Região política
Tecate é parte do terceiro distrito eleitoral federal do México e do sétimo distrito eleitoral local. 
Presidentes Municipais que governaram Tecate
- Eufrasio Santana Sandoval 1953-1956
- Armando Aguilar Avilés 1956-1959
- Oscar Bailón Chacón 1959-1962
- José Gutiérrez Durán 1962-1965
- Arcadio Amaya Campa 1965-1968
- Alfonso Romero Bareño 1968-1971
- Arturo Guerra Flores 1971-1974
- César A. Baylón Chacón 1974-1977
- Perfecto Lara Rodríguez 1977-1980
- José Manuel Jasso Peña 1980-1983
- Cesar Moreno Martínez 1983-1986
- Jesús Méndez Zayas 1986-1988
- Pablo Contreras Rodríguez 1992-1995
- Alfredo Ferreiro Velasco 1995-1998
- Constantino León Gutiérrez 1998-2001
- Juan Vargas Rodríguez 2001-2004
- Joaquin Sandoval Millán 2004-2007